# Ca l'Escuder (Subirats)
Ca l'Escuder, coneguda també amb el nom de Mas Rocabert, és una masia del municipi de Subirats (Alt Penedès) situada a l'oest del polígon industrial de Can Bas, a peu de la carretera de Sant Sadurní a Vilafranca (C-243 a).

## Descripció
És una masia de planta rectangular i sostre a doble vessant que conserva la seva estructura original, orientada a migdia, tot i haver sofert transformacions visibles. Té planta baixa, primer pis i golfes. La façana principal presenta un portal de mig punt amb dovelles de pedra treballada, així com també estan treballats els carreus de les finestres. Hi ha dos rellotges de sol, i les façanes estan arrebossades de guix blanc, a excepció dels elements esmentats que presenten els carreus de pedra vista. La façana principal queda tancada per un baluard, al qual s'hi accedeix a través d'un portal rectangular.
A l'interior hi ha un passadís subterrani, tapiat actualment, que travessant tot l'edifici sortia a l'exterior del baluard.
La masia té un edifici agrícola annex, de planta rectangular amb teulada a doble vessant, fet amb blocs de pedra irregulars lligats amb morter de calç i sorra. A la façana principal es poden observar refaccions i línies de murs que permeten constatar que aquest edifici s'ha anat ampliant almenys en tres ocasions, passant de ser d'un sol cos, a tenir dos cossos més, adossats a banda i banda. Actualment, però, la teulada a doble vessant unifica els tres cossos en un sol edifici.

## Història
Els orígens de Ca l'Escuder es troben al segle xv, si bé l'estructura que hom pot observar és del segle XVII. L'edifici agrícola annex és de l'any 1862.